# Ґлухувек (Мазовецьке воєводство)
Ґлухувек (пол. Głuchówek) — село в Польщі, у гміні Пшесмики Седлецького повіту Мазовецького воєводства.
Населення — 187 осіб (2011).
У 1975-1998 роках село належало до Седлецького воєводства.

## Демографія
Демографічна структура станом на 31 березня 2011 року:
|          | Загалом | Допрацездатний вік | Працездатний вік | Постпрацездатний вік |
| -------- | ------- | ------------------ | ---------------- | -------------------- |
| Чоловіки | 94      | 22                 | 60               | 12                   |
| Жінки    | 93      | 20                 | 47               | 26                   |
| Разом    | 187     | 42                 | 107              | 38                   |